# Januar 1982
Portal Geschichte | Portal Biografien | Aktuelle Ereignisse | Jahreskalender | Tagesartikel

◄ |
19. Jahrhundert |
20. Jahrhundert
| 21. Jahrhundert

◄ |
1950er |
1960er |
1970er |
1980er
| 1990er | 2000er | 2010er | ►

◄ |
1978 |
1979 |
1980 |
1981 |
1982
| 1983 | 1984 | 1985 | 1986 | ►

◄ |
Oktober 1981 |
November 1981 |
Dezember 1981 |
Januar 1982 |
Februar 1982 |
März 1982 |
April 1982 |
►
Dieser Artikel behandelt aktuelle Nachrichten und Ereignisse im Januar 1982.

## Tagesgeschehen

### Freitag, 1. Januar 1982

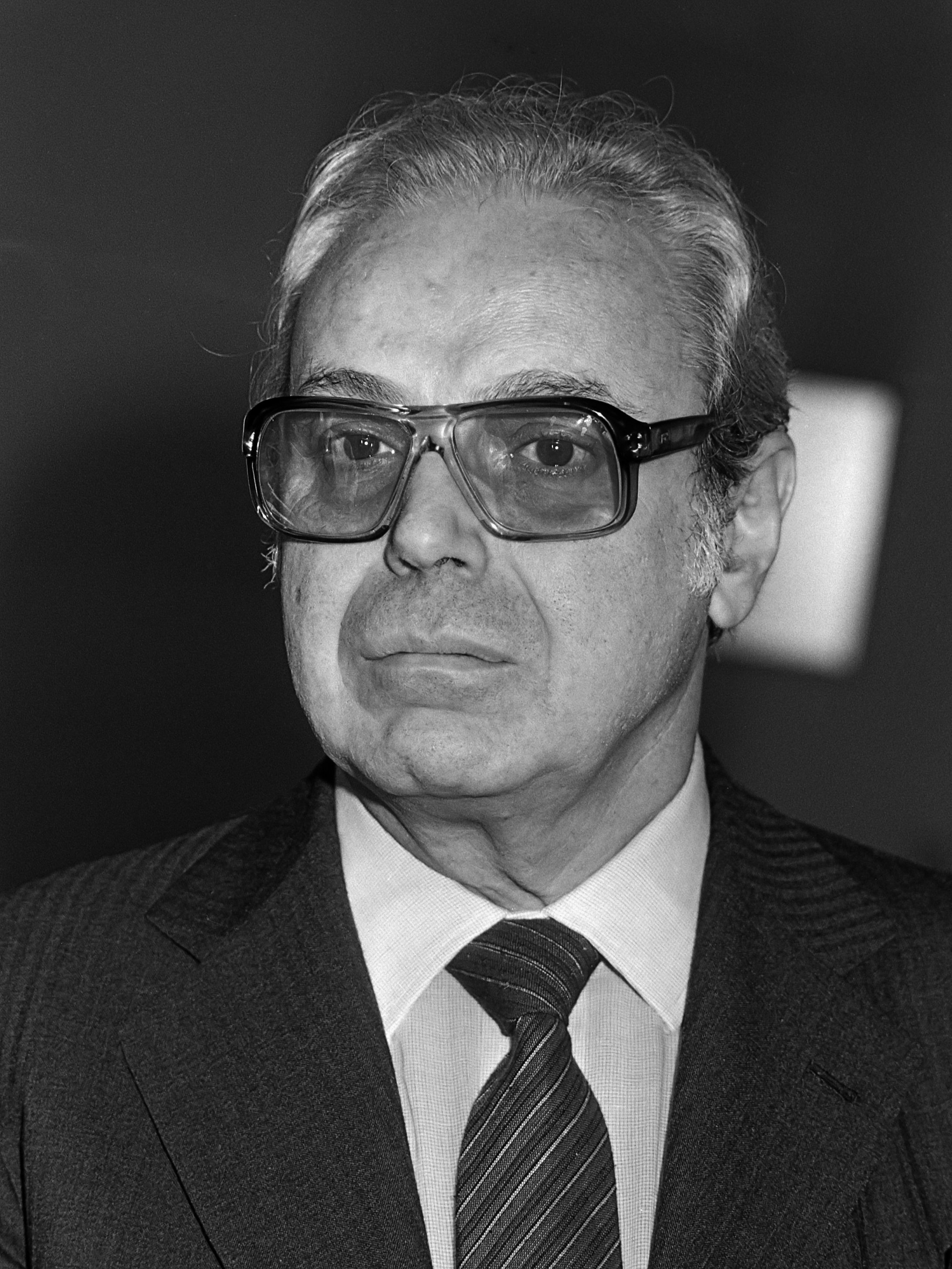
Javier Pérez de Cuéllar

- Bern/Schweiz: Der FDP-Politiker Fritz Honegger übernimmt turnusgemäß das Amt des Bundespräsidenten.[1]
- Brüssel/Belgien: Belgien übernimmt vom Vereinigten Königreich den Vorsitz im Rat der Europäischen Union. Das Amt des Regierungschefs der EWG erhält Wilfried Martens.[2]
- New York/Vereinigte Staaten: Der Peruaner Javier Pérez de Cuéllar übernimmt als Nachfolger Kurt Waldheims das Amt des Generalsekretärs der Vereinten Nationen.[3]
- New York/Vereinigte Staaten: Guyana, Jordanien, Polen, Togo und Zaire werden neue nichtständige Mitglieder im Sicherheitsrat der Vereinten Nationen.[4]

### Samstag, 2. Januar 1982
- Abu Dhabi/Vereinigte Arabische Emirate: Der Flughafen Abu Dhabi wird eröffnet. Er liegt circa 30 km von der Stadt Abu Dhabi entfernt und ersetzt im internationalen Luftverkehr den Flughafen Al-Bateen.[5]
- Birmingham/Vereinigtes Königreich: Auf die Zentrale der Unternehmenssparte Severn Trent Water des Dienstleisters Severn Trent wird ein Bombenanschlag verübt, der keine Personenschäden zur Folge hat. Die Terrororganisation „Workers Army for a Welsh Republic“ (deutsch „Arbeiterarmee für eine Walisische Republik“) reklamiert den Anschlag für sich.[6]
- Kairo/Ägypten: Husni Mubarak legt das Amt des Premierministers nieder und übt nur noch das Amt des Staatspräsidenten aus, das er seit Oktober 1981 innehat. Neuer Premierminister wird Ahmad Fuad Muhi ad-Din.[7]

### Mittwoch, 6. Januar 1982
- Bischofshofen/Österreich: Der Skispringer Manfred Deckert aus der DDR gewinnt vor Roger Ruud aus Norwegen die 30. Vierschanzentournee.[8]

### Freitag, 8. Januar 1982
- Washington, D.C./Vereinigte Staaten: Das Justizministerium der Vereinigten Staaten und der Telekommunikationsnetz-Betreiber AT&T einigen sich darauf, dass AT&T sein Telefongeschäft teilweise an Konkurrenzunternehmen abtritt und dafür die Klage gegen den Netzbetreiber wegen Bildung eines wettbewerbswidrigen Trusts gegenstandslos wird.[9]

### Mittwoch, 13. Januar 1982
- Canberra/Australien: Premierminister Malcolm Fraser gibt bekannt, dass Elisabeth II. den gebürtigen Briten Ninian Stephen zum neuen Generalgouverneur von Australien ernannt hat. Der hochrangige Richter vertritt die Monarchin künftig im Commonwealth Realm als Staatsoberhaupt.[10]

### Freitag, 15. Januar 1982
- Berlin/Deutschland: Bei einem Bombenanschlag auf ein jüdisches Restaurant in West-Berlin kommt ein Kind ums Leben.[11]
- New York/Vereinigte Staaten: Der Mediziner Louis Weinstein beschreibt in der Zeitschrift American Journal of Obstetrics & Gynecology die von ihm postulierte schwangerschaftsbedingte Erkrankung HELLP-Syndrom, die bei der werdenden Mutter u. a. zum Riss der Leber führen kann.[12]

### Sonntag, 17. Januar 1982
- Vereinigte Staaten: Am „Cold Sunday“ (deutsch „Kalter Sonntag“) werden in weiten Teilen der Vereinigten Staaten die niedrigsten Temperaturen gemessen seit es Aufzeichnungen von Wetterdaten gibt. In der Stadt Chicago sind es −33 °C und in Washington, D.C., sind es −27 °C. Die Südstaaten Alabama und Mississippi melden Temperaturrekorde um die −20 °C.[13]

### Mittwoch, 20. Januar 1982

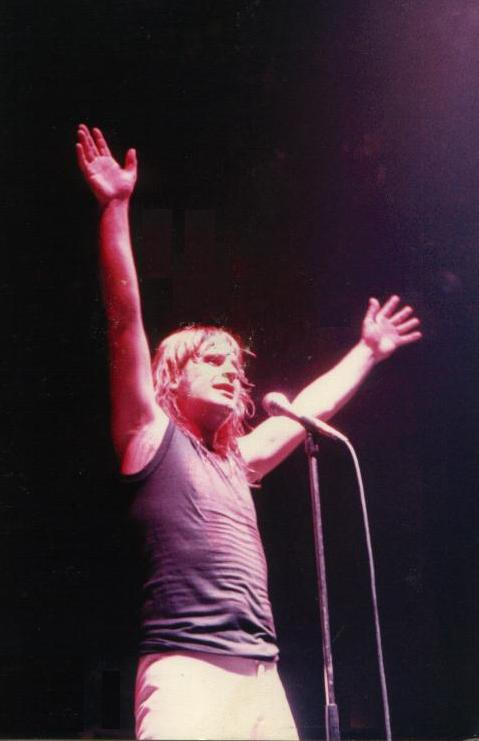
Ozzy Osbourne

- Des Moines/Vereinigte Staaten: Der britische Rockmusiker Ozzy Osbourne beißt während eines Konzerts in den blutigen Hals einer Fledermaus und erklärt nach der Show, es habe sich um eine lebendige Fledermaus gehandelt.[14]

### Sonntag, 24. Januar 1982
- Pontiac/Vereinigte Staaten: Der Super Bowl XVI im American Football zwischen den San Francisco 49ers und den Cincinnati Bengals endet 26:21.[15]

### Montag, 25. Januar 1982

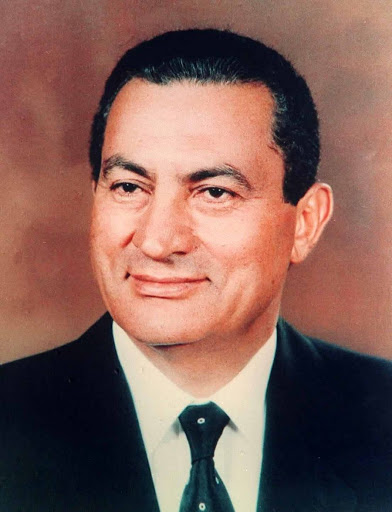
Husni Mubarak

- Antarktik: Über der Antarktis ereignet sich eine partielle Sonnenfinsternis, die nur Menschen auf dem antarktischen Kontinent, diesen überquert die Zentrallinie kurzzeitig, und auf Schiffen im Südlichen Ozean wahrnehmen können. Es ist wahrscheinlich die am wenigsten beobachtete Sonnenfinsternis der letzten Jahre. Ihr Maximum erreicht sie rund 300 km nördlich der Küste von Ellsworthland.[16]
- Berlin/Deutschland: Der evangelische Pfarrer Rainer Eppelmann bringt in Ost-Berlin den vom Dissidenten Robert Havemann und von ihm selbst verfassten Berliner Appell in Umlauf. Sie beschreiben die Dringlichkeit, inmitten des gespannten Verhältnisses zwischen westlicher Welt und dem sowjetisch geführten so genannten „Ostblock“ Frieden zu schaffen, denn in Europa könne es „nur noch einen Krieg“ – den Atomkrieg – geben.[17]
- Hamburg/Deutschland: Der seit Herbst 1981 amtierende ägyptische Staatspräsident Husni Mubarak äußert sich im Nachrichtenmagazin Der Spiegel zur Lage der politischen Gefangenen in seiner Heimat: „Demokratie muss zu den spezifischen Bedingungen eines Volkes passen.“ Eine Demokratie nach dem Vorbild der Vereinigten Staaten oder des Vereinigten Königreichs könne es in Ägypten nicht geben.[18]

### Mittwoch, 27. Januar 1982
- Bouhalouane/Algerien: Ein Personenzug bleibt in der Provinz Chlef an einer Steigung stehen, für deren Bewältigung die Lokomotive zu schwach ist. Bei den abgekoppelten Wagen versagt die Bremse und sie rollen rückwärts die Steigung hinab. Im Bahnhof von Bouhalouane stoßen sie auf einen Güterzug. Bei dem Unglück sterben 131 Menschen.[19]

### Samstag, 30. Januar 1982
- Beverly Hills/Vereinigte Staaten: Bei der Verleihung der 39. Golden Globe Awards wird die Regie des Amerikaners Mark Rydell für den Film Am goldenen See als beste Regiearbeit des vergangenen Jahres ausgezeichnet. Außerdem erhält Am goldenen See den Preis als Bester Film (Drama).[20]